# Die Zürcher Verlobung – Drehbuch zur Liebe
Die Zürcher Verlobung – Drehbuch zur Liebe ist eine deutsche Filmkomödie von Stephan Meyer aus dem Jahr 2007, die im Auftrag für Das Erste produziert wurde. Das Remake entstand fünfzig Jahre nach dem Originalfilm Die Zürcher Verlobung mit Liselotte Pulver. Die Schauspielerin übernahm hier eine Cameorolle.
Es ist ihr letztmaliger Auftritt vor der Kamera.
Beide Verfilmungen beruhen auf dem gleichnamigen Roman von Barbara Noack.

## Handlung
Der Verlobte der Schriftstellerin Juliane Thomas hat sich gerade von ihr getrennt, da kommt ihr Onkel Hans und nimmt sie zu sich in seiner Zahnarztpraxis in Berlin als Aushilfe. Juliane ist ihrem Onkel dankbar, weil sie hier den nötigen Abstand findet. Bei ihrer neuen Tätigkeit lernt sie schließlich den sympathischen Schweizer Jean Berner, einen Arzt, kennen. Dieser begleitet seinen Freund, den Regisseur Arbogast (Spitzname „Büffel“). Sie verliebt sich in Jean. Mit ihrer neuen Romanheft-Serie kann sie einen Hit landen und eine Verfilmung ist im Gespräch. Da erscheint der Regisseur „Büffel“ Arbogast wieder auf der Bildfläche.
Sie begleitet Arbogast in ein Luxushotel in St. Moritz, wo an dem Drehbuch gefeilt werden soll. Zu ihrer großen Freude erscheint sein Freund Jean wieder, dem sie bei gemeinsamen Unternehmungen näher kommt. Nach einem Besuch auf dessen Anwesen in Zürich merken aber beide, das dieses Leben nichts für sie ist. Sie flüchtet, als bei einem Abendessen unerwartet ihr Exmann und Arbogast auftauchen. Zurück in Hamburg werden die letzten Szenen gedreht. Sie sieht „Büffel“ eine Liebesszene spielen und erkennt sich selbst darin. Schließlich kommt es zur Hochzeit der beiden.

## Hintergrund
Die Zürcher Verlobung – Drehbuch zur Liebe wurde vom 13. März 2006 bis zum 14. April 2006 gedreht. Für den Film zeichnete die Aspekt Telefilm-Produktion GmbH verantwortlich.

## Kritik
Für die Kritiker der Fernsehzeitschrift TV Spielfilm war Die Zürcher Verlobung – Drehbuch zur Liebe „etwas bemüht, aber durchaus charmant“. Sie vergaben dem Film eine mittlere Wertung, indem sie mit dem Daumen zur Seite zeigten.